# 傻瓜大闹科学城
《傻瓜大闹科学城》（英語：Sleeper），科幻喜劇电影，于1973年上映。由伍迪·艾伦自编自导自演。

## 剧情介绍
麥爾斯（伍迪·艾倫飾）於动手术时被冷藏保存，兩百年後當他一覺醒來時，發現處在西元2173年的未來世界，他发现这个世界並不怎麼美好：女的冷淡、男的無能，還被一個「鼻子」獨裁者統治。
秘密警察要追捕他，反政府組織想吸收他，而此時麥爾斯愛上了不太聰明的詩人露娜（戴安基頓 飾），當麥爾斯遭逮捕後，露娜為了救援他，竟成為反政府組織的領導人。
他于2173年苏醒过来后闹出不少笑话。